# Ola Sesay
Ola Isata Sesay (* 30. Mai 1979 in Freetown) ist eine sierra-leonische Leichtathletin. Sie war bei der Eröffnungsfeier der Olympischen Sommerspiele 2012 Fahnenträgerin ihres Landes. Bei den Spielen wurde sie im Weitsprung 23. Zudem nahm Sesay an den Leichtathletik-Weltmeisterschaften 2009 und 2011 sowie an den Commonwealth Games 2010 teil, wo sie Fünfte wurde.
Zu Beginn ihrer Karriere, Ende der 1990er und Anfang der 2000er Jahre, trat Sesay auch in anderen Disziplinen, darunter Hürdenlauf an.